# Interstate 595 (Florida)
Die Interstate 595 (kurz I-595) ist ein Interstate Highway, der innerhalb des Broward County im US-Bundesstaat Florida auf einer Länge von gut 20 km von Sunrise zum Port Everglades verläuft. Die Straße ist mit der Florida State Road 862 deckungsgleich und ist lokal auch als Port Everglades Expressway bekannt.

## Streckenverlauf
Die Interstate beginnt bei Sunrise, wo sie an einem Autobahnkreuz von der Interstate 75 und der State Road 869 abzweigt. Anschließend führt sie mit mehreren Auf- und Abfahrten parallel zur State Road 84, bevor sie nacheinander die State Road 817, den Florida’s Turnpike, den U.S. Highway 441/State Road 7 sowie die Interstate 95 kreuzt. Schließlich endet sie beim Port Everglades südlich von Fort Lauderdale bzw. nördlich des Fort Lauderdale-Hollywood International Airport.

## Geschichte
In der Planungsphase in den frühen 1980er Jahren war die Interstate als mautpflichtige Straße vorgesehen, um die Baukosten zügig zu decken. Diese Pläne wurden bis zur Inbetriebnahme jedoch wieder verworfen. Ein westliches Teilstück wurde Mai 1988, ein östliches Teilstück am 24. Februar 1989 und das mittlere Teilstück schließlich am 21. Oktober 1989 dem Verkehr übergeben. Am 11. Juni 1990 wurde die Straße als Interstate 595 benannt und am 22. März 1991 wurde die Rainbow Interchange mit der Interstate 95 fertiggestellt.